# Charles Vallet
Charles Vallet, né en 1875 au Mans, mort en 1963, employé des PTT a été un des fondateurs du syndicalisme postier français. Syndicaliste révolutionnaire, il a été aussi journaliste dans la presse syndicale de sa corporation et écrivain.

## Biographique
Après avoir exercé divers métiers, après un engagement décevant dans l'Armée, Charles Vallet, reçu au concours des "surnuméraires" des PTT, intégra les services ambulants des PTT en 1901. D'un même pas il adhérait à l'Association générale des agents des PTT. Grand lecteur, rapidement il écrivit des articles pour des organes "syndicalistes" professionnels, tels Le Cri postal, et Le Professionnel des PTT. En ces occasions il prenait le pseudonyme de  « Charles Sanglier ». Il collaborait aussi à la revue " Mouvement socialiste".  De tendance anarchiste, sa vie professionnelle fut marquée par des sanctions administratives, au fil des mouvements sociaux qui prenaient de l'ampleur chez les agents des PTT. Révoqué en 1906, après la grève des facteurs parisiens à laquelle il s'était associé,  réintégré dans un autre emploi, il était de nouveau sanctionné en mai 1909. Ces sanctions, commuées en déplacements d'office, lui permirent de connaître les "services ambulants" de la plupart des Lignes partant de Paris.
Il est l'un des 14 « camarades » grévistes à figurer, dessiné, sur une des cartes postales créées pendant les événements par son collègue, Denis Morer, et vendues pour venir en aide aux postiers révoqués de 1909.
Après la Guerre de 1914-1918, bien qu'éloigné de l'activité syndicale, il continuait d'écrire poèmes et romans à teneur moraliste.

## Œuvre
- Coinderue, chien errant, roman "social, Éditions Le Messager des PTT, circa 1925.
- Poèmes irrespectueux, Charles Sanglier, La Maison française d'art et d'édition, 1922.
- Les fables du sanglier, Charles Sanglier, Éditions d'art du Sabot, 1935.
- Les fables du sanglier, Charles Sanglier (Charles Vallet), Plein chant, 2016 (Brochure annuelle n°29).

## Sources
- Dictionnaire biographique du mouvement ouvrier français, tome 43, Les éditions de l'Atelier. Notice rédigée par Jean Prugnot.
- Pierre Jalabert, Rémy Plagnes: Trésors des Postes et Télégraphes, PTT Cartophilie, Pau, 1991.